# عباسک (قزوین)
عباسک یک روستا در ایران است که در دهستان رودبار محمد زمانی در شهرستان قزوین واقع شده‌است. عباسک ۱۰۶ نفر جمعیت دارد.

## جمعیت
این روستا در بخش رودبار الموت غربی قرار دارد و براساس سرشماری مرکز آمار ایران در سال ۱۳۸۵، جمعیت آن ۱۰۶ نفر (۳۳ خانوار) بوده‌است.